# 신천천 (부산)
신천천(新川川)은 부산광역시 기장군 기장읍에서 발원하여 동류하다가 동해로 흘러드는 하천이다.

## 지류
- 만화천